# 凯里安 (阿摩尔滨海省)
凯里安（法語：Kerien，法語發音：[kɛʁjɛ̃]）是法国阿摩尔滨海省的一个市镇，位于该省西部，属于甘冈区。

## 地理
凯里安（48°23'24"N, 3°12'44"W）面积21.88 平方千米，位于法国布列塔尼大區阿摩尔滨海省，该省份为法国西北部沿海省份，位于布列塔尼半岛北部，北濒大西洋英吉利海峡，西接菲尼斯泰尔省，南至莫尔比昂省，东临伊勒-维莱讷省。
与凯里安接壤的市镇（或旧市镇、城区）包括：布尔布里亚克、朗里万、梅勒佩斯蒂维安、马戈阿尔、珀姆里特坎坦。

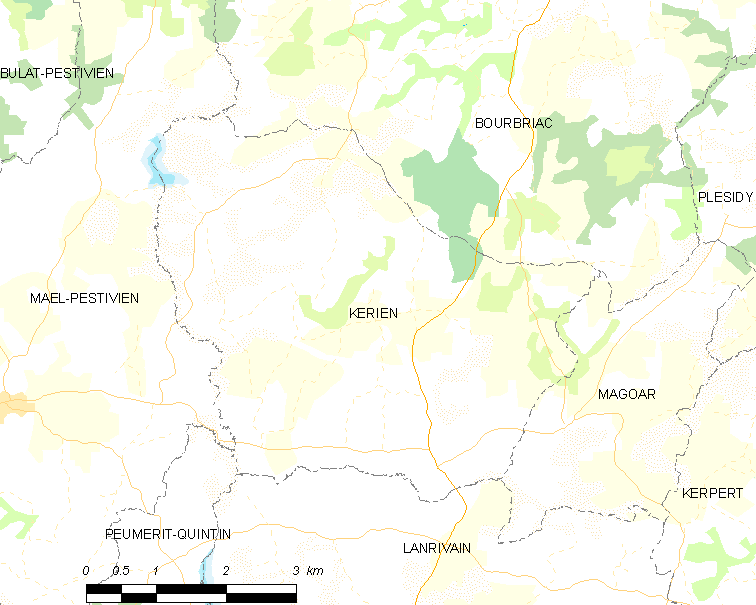
的OSM定位图

凯里安的时区为UTC+01:00、UTC+02:00（夏令时）。

## 行政
凯里安的邮政编码为22480，INSEE市镇编码为22088。

## 政治
凯里安所属的省级选区为卡拉克县。

## 人口

1962-2008年间人口变化图示

凯里安于2022年1月1日时的人口数量为247人。